# Jan-Christopher Ginzel
Jan-Christopher Ginzel (26 de abril de 1986) es un deportista alemán que compitió en tiro con arco, en la modalidad de arco recurvo.
Ganó una medalla de plata en el Campeonato Mundial de Tiro con Arco en Sala de 2007 y una medalla de plata en el Campeonato Europeo de Tiro con Arco en Sala de 2008, ambas en la prueba de equipo.

## Palmarés internacional
| Campeonato Mundial en Sala | Campeonato Mundial en Sala | Campeonato Mundial en Sala | Campeonato Mundial en Sala |
| Año                        | Lugar                      | Medalla                    | Prueba                     |
| -------------------------- | -------------------------- | -------------------------- | -------------------------- |
| 2007                       | Esmirna (Turquía)          | Medalla de plata           | Equipo                     |
| Campeonato Europeo en Sala |                            |                            |                            |
| Año                        | Lugar                      | Medalla                    | Prueba                     |
| 2008                       | Turín (Italia)             | Medalla de plata           | Equipo                     |